# Барристер

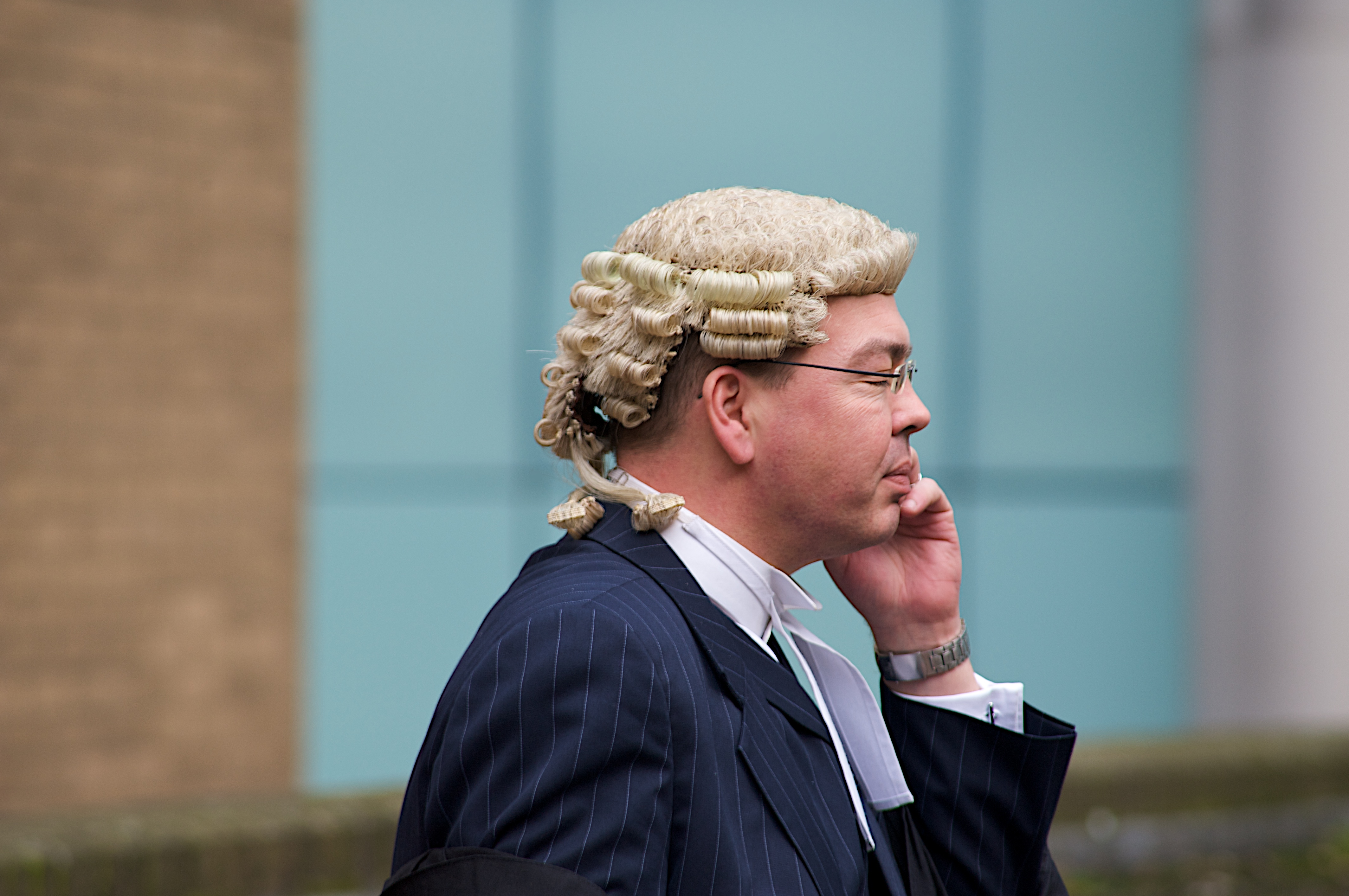
Современный британский барристер в традиционном парике

Ба́рристер (англ. barrister) — категория адвокатов в Великобритании и странах Содружества, которые ведут дела.
Наличие двух категорий адвокатов (вторая категория — солиситоры) не соответствует современной мировой практике и объясняется в основном историческими причинами, консерватизмом английской судебной системы, сложностью ведения судебных дел в странах англосаксонской системы права (необходимостью применения значительного количества судебных прецедентов и отсутствием строгой системы правовых актов), а также нежеланием барристеров терять привилегированное положение и связанные с этим материальные выгоды.
В Великобритании насчитывается около 15 000 барристеров (из них 70 % работают в Лондоне). Каждый барристер в этой стране должен вступить в одну из четырёх юридических корпораций, или палат — Линкольнс-Инн, Грейс-Инн, Миддл-Тэмпл либо Иннер-Тэмпл.

## История
Раньше, чем барристеры, в Англии появились сержанты права (англ. serjeants-at-law). В XIV веке они организовались в братство, или гильдию, получившую название «община сержантов права», или «община чепца» (order of serjeants-at-law, order of coif). Они обладали монопольной привилегией вести дела в суде общих тяжб. Только из их числа назначались королевские судьи.
Барристеры впервые упоминаются в середине XV века в регистрах Линкольнс-Инн. В 1532 году парламентский статут впервые признал барристеров «знающими право» людьми. В 1547 году королевская прокламация признала, что допущенные в иннах «к стойкам» барристеры вправе присутствовать в судах Вестминстера.
Монополия сержантов права на ведение в суде общих тяжб была отменена в 1846 году. Это право получили барристеры.